# Az Zarqā
Az Zarqā (arabiska: الزرقا) är en ort i Egypten.   Den ligger i guvernementet Damietta, i den norra delen av landet, 130 km norr om huvudstaden Kairo. Az Zarqā ligger 4 meter över havet och antalet invånare är 40 010.
Terrängen runt Az Zarqā är mycket platt. Runt Az Zarqā är det mycket tätbefolkat, med 1 361 invånare per kvadratkilometer. Närmaste större samhälle är Dikirnis, 13,8 km söder om Az Zarqā. Trakten runt Az Zarqā består till största delen av jordbruksmark.